# Ферраритет

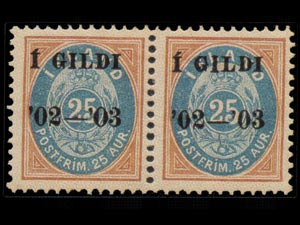
Фальшивая марка Исландии номиналом в 25 эйре с чёрной надпечаткой «Í GILDI» считается ферраритетом

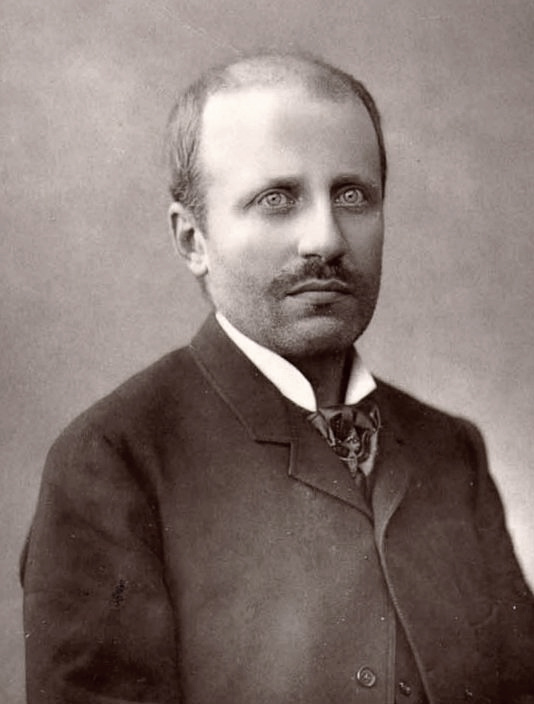
Филипп Феррари

Феррарите́т (от сочетания двух слов: фамилии «Феррари» и слова «раритет»; нем. Ferrarität, англ. Ferrarity) — фальшивая марка, поддельная марка или преднамеренно изготовленный с помощью подлинных клише и оригинальных материалов макулатурный экземпляр в период около 1900 года, после широкого распространения информации о скупке Филиппом де Феррари за большие деньги редких разновидностей почтовых марок для своей коллекции.

## Описание
Живший в Париже на рубеже XIX и XX века богатый итальянец Филипп ля Ренотьер де Феррари (1850—1917) был известным филателистом и собрал крупнейшую и известнейшую частную коллекцию почтовых марок. Для пополнения своего собрания Феррари не жалел денег, в огромном множестве скупая марки, их разновидности, пробы, цельные и целые вещи. В его коллекции имелось множество редких марок, среди которых в частности были «Британская Гвиана», голубой и розовый «Маврикии», «Гавайские миссионеры», лист «Саксонских троек».
Феррари развернул настоящую охоту за раритетами, чем не преминули воспользоваться фальсификаторы, изготовлявшие всякие «разновидности» специально для продажи Феррари. Немало таких «раритетов» было выявлено экспертами в огромной коллекции Феррари после его смерти, которые получили ироническое название — «ферраритеты».
Ферраритетами преимущественно называют экземпляры марок двойной, тройной, двусторонней печати, со сдвинутой зубцовкой, сдвинутыми или неправильно расположенными надпечатками, умышленно разрезанные марки.

## Примеры ферраритетов
- Почтовые марки Папской области с ошибками зубцовки.
- Почтовая марка Италии 1863 года номиналом в 15 чентезими, напечатанная на обратной стороне.
- Разрезанные марки («половинки») Сан-Марино, к примеру, выпуска 1877 года.

## В литературе
- Сюжет фантастического рассказа белорусских авторов Николая Орехова и Георгия Шишко под названием «Ферраритет» построен вокруг одного из ферраритетов[6].